# Gro Swantje Kohlhof

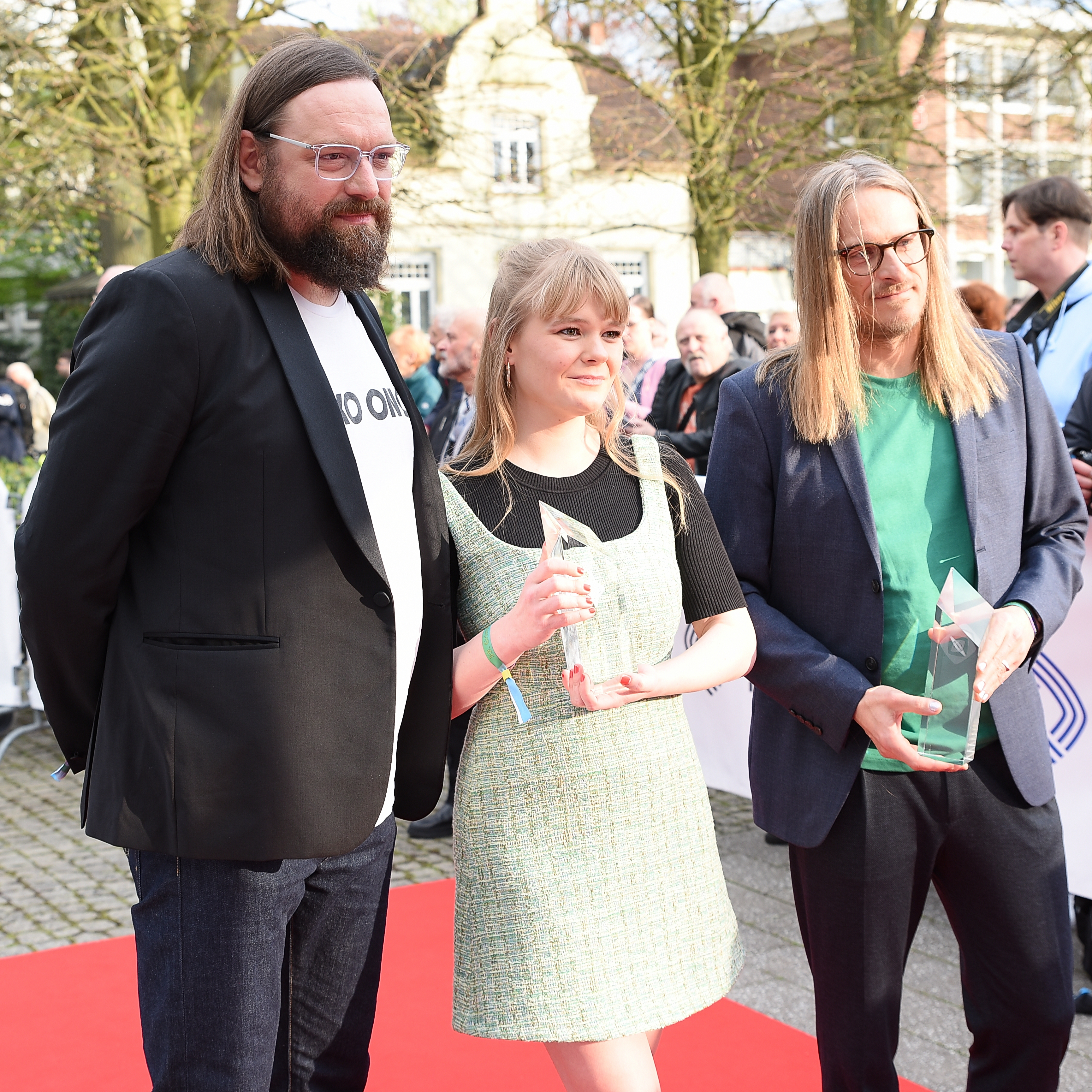
Gro Swantje Kohlhof mit Michael Venus und Thomas Friedrich bei der Verleihung des Grimme-Preises 2023

Gro Swantje Kohlhof (* 2. September 1994 in Hamburg) ist eine deutsche Bühnen- und Filmschauspielerin.

## Leben
Kohlhof trat bereits während ihrer Schulzeit in Hamburger Theatern auf. Nach dem Abitur 2012 am Emilie-Wüstenfeld-Gymnasium in Hamburg-Eimsbüttel studierte sie von 2014 bis 2018 Schauspiel an der Universität der Künste Berlin.
Ihr Filmdebüt hatte sie 2010 in Urs Eggers Fernsehfilm Wolfsfährte. Bekannt wurde sie vor allem mit ihrer Hauptrolle in der Tatort-Folge Die Wiederkehr (2015) unter der Regie von Florian Baxmeyer. Im Januar 2016 war sie erneut in einer Tatort-Folge zu sehen: in Rebecca spielt sie ein traumatisiertes Entführungsopfer.
Gro Swantje Kohlhof ist seit Januar 2018 festes Ensemblemitglied der Münchner Kammerspiele. Mit Buy Hard gab sie 2022 dort ihr Debüt als Regisseurin und Autorin.

## Theater
- 2010: Ticken (Performance Theater Projekt / Kampnagel)
- 2010: Lieblingsmenschen (Theater Zeppelin, Hamburg)
- 2011: Raus aus Åmal (Theater Zeppelin, Hamburg)
- 2012: Viel Lärm um Nichts (Theater Zeppelin, Hamburg)
- 2015: Einige Nachrichten an das All (Studio Theater, Berlin)
- 2015: Rosenkranz und Güldenstern sind tot (Universität der Künste, Berlin)
- 2016: Chor der Zukunft (Theaterdiscounter, Berlin)
- 2016: Kinder der Sonne (Universität der Künste, Berlin)
- 2017: Feige und Bananenbox (Hans Otto Theater: Reithalle, Potsdam)
- 2017: Ankommen.Umfallen (Deutsches Theater: Box, Berlin)
- 2017: Brave new world (Deutsches Theater: Box, Berlin)
- 2017: Dämonen (Grillo-Theater, Essen)
- 2018: 1968 (Münchner Kammerspiele)
- 2018: Jedem das seine (Münchner Kammerspiele)
- 2018: Dionysos Stadt (Münchner Kammerspiele)
- 2018: Macbeth (Münchner Kammerspiele)
- 2019: Das Leben des Vernon Subutex (Münchner Kammerspiele)
- 2019: Melancholia (Münchner Kammerspiele)
- 2019: König Lear (Münchner Kammerspiele)
- 2021: Jeeps (UA) | Regie Nora Abdel-Maksoud | Münchner Kammerspiele
- 2022: Buy Hard | Cherybel Mustang | auch Text und Regie | Münchner Kammerspiele
- 2024: Blutstück (Schauspielhaus Zürich)

## Filmografie (Auswahl)
- 2009: Wolfsfährte
- 2010: Der Himmel hat vier Ecken
- 2010: Die Pfefferkörner – Die blaue Jacke
- 2011: Polizeiruf 110 – Einer trage des anderen Last
- 2011: Notruf Hafenkante – Im Bunker
- 2012: Tore tanzt – Nothing bad can happen
- 2012: Ich hab noch Auferstehung (Kurzfilm)
- 2012: Teer (Kurzfilm)
- 2014: Schönefeld Boulevard
- 2014: Der Hafenpastor und das graue Kind
- 2014: Mandelbrotmenge
- 2014: Wir sind jung. Wir sind stark.
- 2015: Tatort: Die Wiederkehr
- 2016: Tatort: Rebecca
- 2016: Wir sind die Flut
- 2016: Looping
- 2016: Neben der Spur – Todeswunsch
- 2016: Das singende, klingende Bäumchen
- 2017: Familie ist kein Wunschkonzert
- 2017: Zarah – Wilde Jahre (Fernsehserie)
- 2018: Tatort: Sonnenwende
- 2018: Endzeit
- 2020: Schlaf
- 2020: Eigenbedarf | Regie Julius Grimm (HFF-Abschlussfilm)
- 2022: Mittagsstunde | Regie Lars Jessen
- 2024: Viktor bringt’s – Geld oder Liebe

## Auszeichnungen
- 2016: New Faces Award – Nominierung für die Hauptrolle in Tatort: Rebecca[7]
- 2016: Günter-Strack-Fernsehpreis – Auszeichnung für die Hauptrolle in Tatort: Rebecca[8]
- 2019: Theater heute – Nachwuchsschauspielerin des Jahres[9]
- 2020: Nachwuchsschauspielerpreis Screenings 2020 der Hochschule für Fernsehen und Film München 
für die Hauptrolle im HFF-Abschlussfilm Eigenbedarf[10]
- 2020: Förderpreis Verein zur Förderung der Münchner Kammerspiele[11]
- 2020: Bayerischer Kunstförderpreis – Sparte „Darstellende Kunst“